# Agelanthus discolor
Agelanthus discolor là một loài thực vật có hoa trong họ Loranthaceae. Loài này được (Schinz) Balle mô tả khoa học đầu tiên năm 1968.